# جورج وايس (لاعب كرة قاعدة)
جورج وايس (بالإنجليزية: George Weiss) هو لاعب كرة قاعدة أمريكي، ولد في 23 يونيو 1895 في نيو هيفن في الولايات المتحدة، وتوفي في 13 أغسطس 1972.

## روابط خارجية
- جورج فايس على موقع قاعة مشاهير كرة القاعدة (الإنجليزية)